# 蒙蒂霍區
7°59′32″N 81°3′16″W / 7.99222°N 81.05444°W
蒙蒂霍區（西班牙語：Distrito de Montijo），是巴拿馬的一個行政區，位於該國中西部，由貝拉瓜斯省負責管轄，始建於1855年，面積779.8平方公里，2010年人口6,572，人口密度每平方公里8.43人。